# Çine
Çine est une ville et un district de la province de Aydın de la région égéenne en Turquie, à 38 km de la ville d'Aydın, sur la route de Muğla.

## Géographie
Autrefois connue sous le nom Kıroba, Çine est un district rural attrayant, situé dans la partie sud de la vallée de la rivière Méandre (Büyük Menderes), sur le flanc sud de la montagne de Madran. L'économie locale repose sur l'extraction de quartz et d'améthyste, l’exploitation forestière et l'agriculture. Un barrage est en cours de construction pour une centrale hydro-électrique, et il est prévu que le réservoir sera aussi utilisé pour irriguer les terres agricoles environnantes, mais ce projet, qui a commencé en 1995, n’était pas encore terminé en 2006. La cuisine locale propose du kefta et du poisson.
Çine elle-même est une petite ville de 20 211 habitants en 2007.

## Histoire
À travers les âges, cette région a appartenu aux Ioniens, aux Cariens, aux Lydiens, à la Perse, à Rome et à Byzance. Elle a été âprement disputée entre les Turcs seldjoukides et les Byzantins, avant de tomber entre les mains du beylicat turc anatolien de Menteşe. Le site original se trouve à 8 km au sud de la ville moderne et est appelé Eskiçine (ancienne Çine).
En 1426, la région a été annexée à l'Empire ottoman par Murat II. La ville s'est développée au XIXe siècle quand, à la suite de la guerre russo-turque de 1877-1878, des Turcs expulsés de Russie y ont été réinstallés par le Sultan Abdülhamid II, la nouvelle ville a pris le nom de Hamidabat. La ville a été détruite par un incendie en 1900 et reconstruite.